# パッラーノ
パッラーノ（伊: Parrano）は、イタリア共和国ウンブリア州テルニ県にある、人口約480人の基礎自治体（コムーネ）。

## 地理

### 位置・広がり
テルニ県北西部のコムーネ。

#### 隣接コムーネ
隣接するコムーネは以下の通り。
- フィクッレ
- モンテガッビオーネ
- サン・ヴェナンツォ

### 気候分類・地震分類
パッラーノにおけるイタリアの気候分類 (it) および度日は、zona E, 2167 GGである。
また、イタリアの地震リスク階級 (it) では、zona 3 (sismicità bassa) に分類される。

## 行政

### 分離集落
パッラーノには以下の分離集落（フラツィオーネ）がある。
- Contrada Verciano, Cantone, Frattaguida, Pievelunga